# 首都圏 (韓国)

首都圏の地図
赤：ソウル特別市、紫：仁川広域市、緑：京畿道。この2市1道が首都圏と定義され、李氏朝鮮時代の京畿のうちの現韓国領と同一である。青：首都圏電鉄が通っている首都圏以外の地域（忠清南道天安市・牙山市、江原特別自治道春川市）

韓国における首都圏（しゅとけん）とは、ソウル特別市、仁川広域市全域と京畿道31市郡を含む地域である。京畿地方とも呼ぶ。韓国における首都圏の範囲、定義については、#定義を参照。人口は2601万人（2023年現在）であり、韓国総人口の約51%を占めている。

## 定義
- 首都圏整備計画法

第2条（定義）この法律で使用する用語の意味は次のとおりである。
1.「首都圏」とは、ソウル特別市と大統領令で定めるその周辺地域をいう。
- 首都圏整備計画法施行令（大統領令）

第2条（首都圏に含まれているソウル特別市周辺地域の範囲）「首都圏整備計画法」（以下「法」という。）第2条第1号の「大統領令で定めるその周辺地域」とは、仁川広域市と京畿道をいう。
- ソウル特別市行政特例に関する法律施行令（大統領令）

第4条（首都圏広域行政の調整）①法第5条第1項の「首都圏」とは、ソウル特別市と仁川広域市、京畿道の地域をいう。

## 地理
全体的に平坦な地形であり、漢江が北西方向へ流れ、京畿地方を横切り黄海に流れ込む。北は休戦ライン、西は海岸線に面しており、東には江原特別自治道、南には忠清北道・忠清南道と隣接している。
気候は、大陸の影響から夏と冬の気温差が激しい大陸性気候である。

### 地域
- ソウル特別市
- 仁川広域市
- 水原市
- 高陽市
- 城南市

- 龍仁市
- 富川市
- 安山市
- 安養市
- 南楊州市

- 華城市
- 平沢市
- 始興市
- 議政府市
- 坡州市

- 光明市
- 軍浦市
- 広州市
- 金浦市
- 利川市

- 烏山市
- 九里市
- 安城市
- 義王市
- 河南市

- 東豆川市
- 果川市
- 驪州市

## 首都圏への一極集中
韓国の首都圏は世界的に見ても非常に人口密度の高い地域の1つである。面積は日本の秋田県（人口約90万人）やジャマイカ（人口約280万人）などに近いが、人口は韓国全体の50.7%にあたる約2601万人に達し、北朝鮮やオーストラリア、北欧の総人口に匹敵する。人口密度は2220人/km2で日本の埼玉県をやや上回り、世界最多の人口を抱える島であるジャワ島の2倍近くに達する。さらに地形は山がちで可住地の割合が低いため、ソウルや仁川、水原などではそこかしこに高層マンションが列を成して立ち並ぶ様子が見られる。
数千万人以上の人口を抱えながら、1つの都市圏にこれほど人口が集中している国は韓国以外にない。集中率が高い理由としては、韓国の大企業の本社や名門大学の大半がソウル市にあり、若い世代が「ソウル志向」にならざるを得ない社会構造になっていることが挙げられる。
一極集中緩和を目指し、将来的に大田広域市周辺へ首都機能を移転する計画が1970年代の朴正煕政権成立以降湧き上がったが、その後朴正煕が暗殺されたことで頓挫した。
2012年、李明博政権は大田市の北隣に新たに誕生した世宗特別自治市に中央官庁を移転させた。世宗市の人口はその後速いペースで増えているが一極集中の緩和をもたらすまでには至っておらず、韓国全体に占める首都圏の人口比は上がり続けている。

## 首都圏の交通網

### 高速道路
- 京釜高速道路
- 西海岸高速道路
- 中部高速道路
- 広州原州高速道路
- 中部内陸高速道路
- 平沢-堤川高速道路
- 嶺東高速道路
- ソウル-襄陽高速道路
- ソウル外郭循環高速道路
- 京仁高速道路

- 第二京仁高速道路
- 仁川国際空港高速道路
- 平沢-始興高速道路
- 首都圏第二循環高速道路
- 平沢-華城高速道路
- 龍仁-ソウル高速道路
- 烏山-華城高速道路
- 第三京仁高速化道路
- 論山-天安高速道路
- 中央高速道路

### 鉄道
- 京江線
- 京釜線
- 京釜高速線
- 水西平沢高速線
- 中央線
- 京仁線
- 京春線
- 京義線
- 京元線
- 盆唐線
- 水仁線
- 新盆唐線
- 果川線
- 安山線
- 一山線

### 航空
- 仁川国際空港
- 金浦国際空港